# Музична дорога

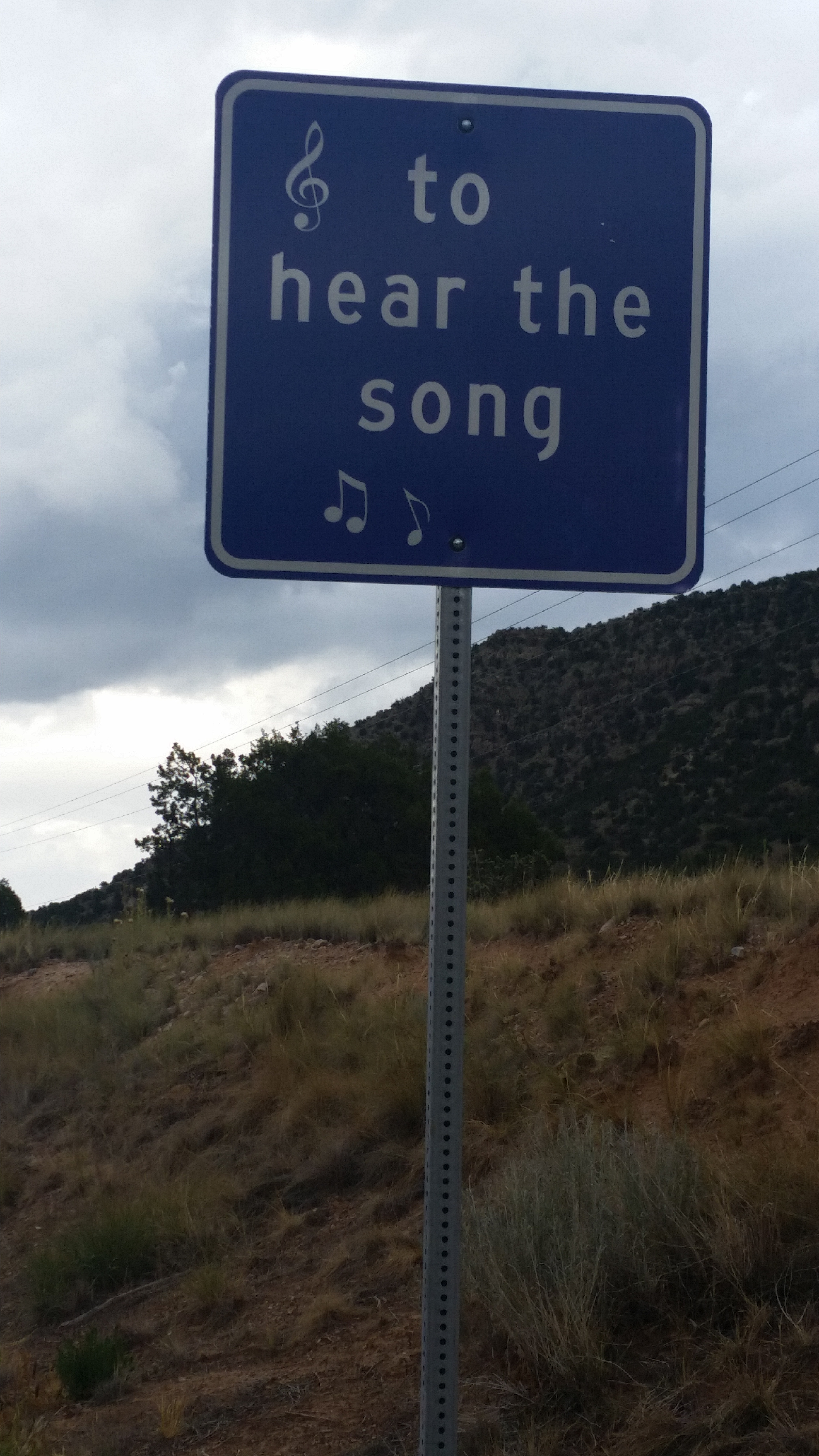
Знак біля Музичної дороги Тієрас

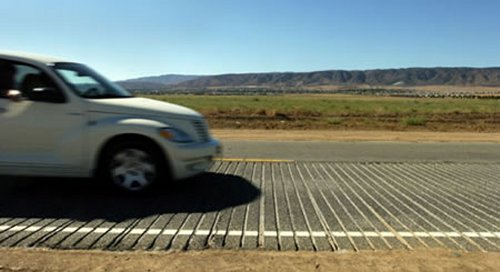
Вирізані в асфальті канавки викликають вібрацію автомобілів, що проїжджають повз, створюючи мелодію

Музична дорога — це дорога або ділянка дороги, яка під час проїзду викликає тактильну вібрацію та чутний гуркіт, який можна відчути через колеса та кузов транспортного засобу. Цей гуркіт чути в автомобілі, а також навколо нього у формі музичної мелодії. Відомо, що музичні дороги існують в Угорщині, Японії, Південній Кореї, США, Китаї, Ірані, Тайвані, Індонезії, Об'єднаних Арабських Еміратах, Аргентині та Росії. У минулому їх можна було знайти також у Франції, Данії та Нідерландах.
Кожна нотатка створюється шляхом зміни відстані між смужками на дорозі або на ній. Наприклад, для ноти E потрібна частота близько 330 вібрацій на секунду. Смуги, розташовані на відстані 61 мм одна від одної, створюють ноту E, якщо автомобіль рухається зі швидкістю 72 км/год.

## Історія
Ще в 1950-х роках, задовго до створення музичних доріг, для попередження водіїв про можливу небезпеку використовувалась концепція смуг гуркоту. Найперші відомі смуги гуркоту були побудовані в 1952 році на північній і південній смугах Garden State Parkway в Нью-Джерсі. Вони складалися з трифутових смуг гофрованого бетону, які створювали чіткий гуд, коли їх наїжджали, а також служили відбивачами для покращення видимості. Пізніше, укатані смуги на асфальтових узбіччях і сформовані смуги на бетонних узбіччях були двома з попередніх конструкцій, які використовувалися для встановлення плечових смуг у ряді штатів США. Основною проблемою було те, що для встановлення смуг потрібно було укладати нове покриття, а також виникали труднощі з підтриманням постійної форми смуги. У 1980-х роках Пенсільванська магістральна комісія розробила конструкцію фрезерованої смуги, яку можна було встановити на вже існуючому дорожньому покритті. Серія випробувань привела до кращого дизайну ½ дюйма глибиною та 7 дюймів на 16 дюймів, що створює вібрацію та шум шини з набагато більшою здатністю попередження, ніж установка в рулонах. Зазначені розміри також можна виробляти більш узгоджено. Згодом багато інших штатів США почали використовувати цю фрезеровану конструкцію через її ефективність і простоту встановлення. У 1990-х роках кілька державних транспортних агенцій США та органів управління платними дорогами встановили фрезеровану конструкцію плеча, вперше впроваджену в Пенсільванії, переважно на сільських автострадах і швидкісних магістралях.
Перша відома музична дорога, Асфальтофон (англ. Asphaltophone), була створена в жовтні 1995 року в Гіллінгу, Данія, Стіном Крарупом Йенсеном і Jakob Freud-Magnus, двоє датських художників. Асфальтофон був виготовлений із серії рельєфних розміток на тротуарах, подібних до крапок Боттса, розташованих з періодичними інтервалами, щоб коли транспортний засіб проїжджав через розмітки, вібрації, викликані колесами, можна було почути всередині автомобіля. Зіграна пісня була арпеджіо в тональності фа мажор. Друга музична дорога була побудована в 2000 році в Вільпенте, Сена-Сен-Дені, Франція. Нібито дорогу заасфальтували лише через два роки, але деякі стверджують, що музичні звуки все ще можна почути під час їзди по ній. Японія набрала обертів у сфері музичних доріг, коли в 2007 році Шизуо Шинода ненавмисно вигравірував розмітку на дорозі за допомогою бульдозера, виявивши, що вони можуть створювати чіткі музичні звуки, коли їх наїжджають. Інженери з Саппоро, які раніше досліджували використання інфрачервоного світла для виявлення небезпечних дорожніх умов, розпочали подальші дослідження розвитку музичних доріг. На даний момент Японія може похвалитися принаймні тридцятьма музичними дорогами, на яких звучать мелодії, такі як тема з аніме Neon Genesis Evangelion і «Always with Me» з фільму «Віднесені привидами». Ці дороги створені переважно для туристичних цілей.

## За країною

### Аргентина
У 2021 році Аргентина встановила музичну дорогу вздовж 1449 кілометра національної дороги 237 під назвою «Рояль 1449 кілометра» в П'єдра-дель-Агіла між Неукеном і Барілоче. Це перша музична дорога в Південній Америці. Зіграна пісня — це перші десять нот «La Cucaracha», але четверта, дев'ята та десята ноти не відповідають тональності. Як і музичну дорогу в Данії, її також називають «асфальтофон», або «asfaltófono» іспанською. Подібно до музичних доріг в Угорщині та Нью-Мексико в Сполучених Штатах, музичні сегменти розташовані лише на узбіччі дороги, а не на всю ширину дороги. Це було реалізовано як для того, щоб уникнути нещасних випадків, спричинених втомою, так і для збільшення туризму.

### Китай
300-метрову ділянку асфальтованої дороги в південно-західному районі Пекіна Фентай у мальовничому районі гір Цяньліншань перетворили на співочу дорогу, на якій звучатиме «Ода Батьківщині», якщо водії дотримуватимуться обмеження швидкості. з 40 км/год. Будівництво завершено в 2016 році. «У нас є невеликі канавки, вбудовані в дорожню поверхню, розташовані з різними розмірами проміжків відповідно до мелодії пісні. Ці „смуги гуркоту“ змушують автомобільні шини відтворювати музику, а потім створювати співаючу дорогу», — сказав Лінь Чжун, генеральний менеджер Пекінської ландшафтної архітектурної компанії Luxin Dacheng. «Наша перша ідея полягає в тому, щоб змусити автомобілі рухатися з постійною швидкістю. Тому що тільки так ви зможете насолоджуватися хорошим музичним ефектом. Ми використовуємо це як нагадування про обмеження швидкості», — додав Лін.
У Китаї існують дві інші музичні дороги: перша в природному заповіднику в Хенані, де грає національний гімн і «Мо Лі Хуа», а друга — біля Янгма Дао в Яньтаї, де грає увертюра з «Кармен» і «Ода до радості». Одна пісня вимощена на кожній стороні дороги в обох місцях, щоб водії могли відчути пісню як в одну, так і в іншу сторону.
У червні 2021 року 587-метрову частину G108 у селищі Сяюньлін, Фаншань, Пекін, перетворили на музичну дорогу, яка грає мелодію «Без комуністичної партії не було б нового Китаю». Сяюньлін був місцем народження цієї пісні.

### Данія
Перша відома музична дорога, Асфальтофон (англ. Asphaltophone), була створена в жовтні 1995 року в Ґіллінгу, Данія, двома датськими художниками Стіном Крарупом Єнсеном і Якобом Фрейдом-Магнусом. Асфальтофон був виготовлений із серії рельєфних розміток на тротуарах, подібних до крапок Боттса, розташованих з періодичними інтервалами, щоб коли транспортний засіб проїжджав через розмітки, вібрації, викликані колесами, можна було почути всередині автомобіля. Зіграна пісня була арпеджіо в тональності фа мажор.

### Франція
У 2000 році в передмісті Вільпент, Сена-Сен-Дені, Франція, була побудована музична дорога з мелодією з 28 нот, складеною гелліком Гіллермом. Він був розташований на бульварі Лоран і Даніель Казанова і нібито був заасфальтований у 2002 році. Однак, станом на 2006 рік, наступні відвідини місця цієї музичної дороги стверджували, що пісня все ще була чутна ледь помітно.

### Угорщина
У 2019 році в Угорщині встановили музичну дорогу в пам'ять про Ласло Боді (більш відомого під псевдонімом Cipő), соліста гурту Republic. Ідучи узбіччям, можна почути приблизно 30-секундний уривок їхньої пісні 67-es út (Дорога 67). Він розташований за адресою

### Індонезія
У 2019 році Індонезія встановила музичну дорогу вздовж ділянки Нгаві–Кертосоно платної дороги Соло–Кертосоно на Яві. Пісня, що грає, — це перші шість нот пісні «Happy Birthday to You», але п'ята нота зміщена на півтону. Його встановили, щоб зменшити кількість ДТП, а пісню обрали тому, що вона знайома громаді.

### Японія

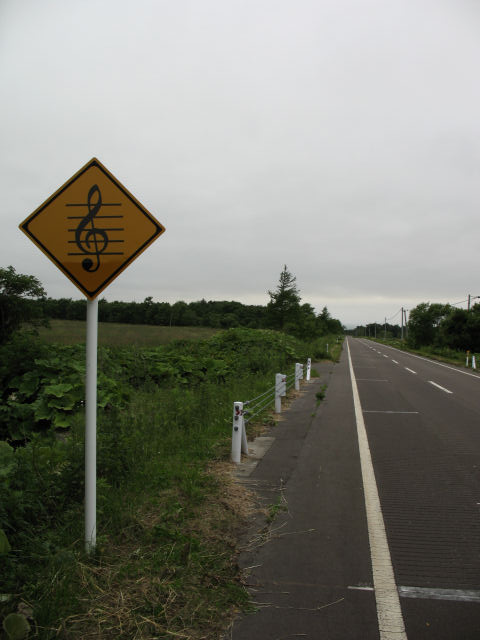
Melody Road в Сібецу, Хоккайдо, Японія

В Японії Шизуо Шинода випадково зішкреб на дорозі бульдозером деякі позначки. Проїхавши їх, він зрозумів, що можна створювати мелодії залежно від глибини та відстані канавок. У 2007 році Національний промисловий науково-дослідний інститут Хоккайдо, який раніше працював над системою, що використовує інфрачервоне світло для виявлення небезпечних дорожніх поверхонь, удосконалив проекти Шиноди, щоб створити Melody Road. Вони використовували ту саму концепцію прорізання канавок у бетоні через певні проміжки часу і виявили, що чим ближче канавки, тим вище висота звуку; у той час як канавки, які розташовані далі одна від одної, створюють звуки нижчої висоти.
Є кілька постійно вимощених 250-метрів (820 фут) Ділянки Melody Roads по всій Японії. Серед перших побудованих один на Хоккайдо в Шибецу, Немуро, який грає «Пісню про кохання Ширетоко» на місці, де Шинода вперше почистив бульдозером, інший у місті Кіміно в префектурі Вакаяма, де автомобіль може створити японську баладу «Міагете. goran yoru no hoshi wo» Кю Сакамото, один у префектурі Сідзуока на підйомі до гори Фудзі, а четвертий у селі Катасіна в Гунмі, який складається з 2559 канавок, вирізаних на 175-метрів (574 фут) ділянку існуючої дорожньої частини та створює мелодію «Спогади про літо». 320-метровий (1050 ft) ділянка Skyline Ashinoko в Хаконе грає «A Cruel Angel's Thesis», пісню з аніме Neon Genesis Evangelion, коли її переїжджає на 40 км/год. Ще один можна знайти на дорозі між містом Наканодзьо та Шима Онсен, де грає «Always With Me» (японська назва: いつも何度でも, демо Itsumo nando) із повнометражного анімаційного фільму «Віднесені духами».
Дороги працюють, створюючи послідовності інтервалів канавок змінної ширини для створення специфічних низько- та високочастотних коливань. Деякі з цих доріг, як-от одна на Окінаві, на якій лунає японська народна пісня «Футамі-Джова», а також одна в префектурі Хіросіма, є поліфонічними, з різними послідовностями гуркоту смуг для лівої та правої шин, щоб створити мелодію та гармонію. можна почути. Станом на 2016 рік в Японії існує понад 30 Дорог Мелодії.
Біля села Єлсум у Фрісландії проклали співочу дорогу. Провінційний гімн Фрісландії («De Alde Friezen») звучав, якщо водії дотримувалися обмежень швидкості, інакше пісня звучала б некоректно. Після скарг селян співочу дорогу прибрали.

### Росія
У 2024 році на 653 кілометрі траси М-11 «Нева» з'явилася музична розмітка поперечних шумових смуг з музичним ефектом: проїжджаючи ділянкою з дозволеною швидкістю, автомобілісти можуть почути фрагмент композиції «Калинка-Малинка». Це було реалізовано за допомогою лабораторії технологій занурення на спеціально розробленому програмному забезпеченні, яке дозволило перевести штрихи в ноти та оживити музичну розмітку.

### Південна Корея
Співочу дорогу можна знайти неподалік від Аньяна, Кьонгі, її створили за допомогою вирізаних у землі канавок, подібних до японських Дорог мелодій. Однак, на відміну від японських доріг, які були розроблені для залучення туристів, «Співоча дорога» має на меті допомогти водіям залишатися пильними та не спати. – 68 % дорожньо-транспортних пригод у Південній Кореї спричинені неуважними, сплячими або перевищуючими швидкість водіями. Звучить мелодія «У Мері було маленьке ягня», на створення якої пішло чотири дні. Цілком ймовірно, що пісня була обрана тому, що дорога веде до аеропорту — корейською мовою мелодія «Mary Had a Little Lamb» відома як «Airplane», текст якої описує політ літака. Однак у 2022 році його заасфальтували, і пісню більше не чути.
Станом на 2022 рік у Південній Кореї є п'ять співаючих доріг. Раніше їх було шість, але першу заасфальтували. Другий, побудований у невідомий час, грає традиційну народну мелодію під назвою «Гірський вітер, річковий вітер» для гостей, які виходять із гірськолижного курорту Кангвон Ленд. Третій розташований на шляху з Осан до Чінхе та грає пісню під назвою «Велосипед».
Четвертий був побудований у 2019 році та грає перший куплет «Twinkle, Twinkle, Little Star». Він був побудований всередині тунелю Індже-Янг'ян на швидкісній автостраді Сеул-Янг'ян, найдовшого тунелю в Кореї. П'ятий розташований на швидкісній автомагістралі Тонхе всередині тунелю та грає відому корейську дитячу народну пісню під назвою «Cheer Up, Dad».

### Об'єднані Арабські Емірати
13 січня 2023 року в місті Аль-Айн в Об'єднаних Арабських Еміратах була побудована музична дорога, під час проїзду звучав національний гімн країни «Іши білади». Однак він використовується як експеримент; смуги на дорозі є тимчасовими та будуть видалені в майбутньому для вивчення можливості кращого впровадження.

### США
Громадянська музична дорога була побудована на авеню K в Ланкастері, штат Каліфорнія, 5 вересня 2008 року. Охоплюючи ділянку дороги довжиною чверть милі між 60th Street West і 70th Street West, Civic Musical Road використовував канавки, вирізані в асфальті, щоб відтворити частину фіналу увертюри з опери «Вільгельм Телль». Його заасфальтували 23 вересня після того, як мешканці прилеглих районів поскаржилися в міську раду на рівень шуму. Після подальших скарг від мешканців міста щодо його видалення, 15 жовтня 2008 року почалися роботи по його відтворенню на авеню G між 30-ю вулицею на захід і 40-ю стріт-захід — цього разу за дві милі від будь-якого помешкання. Ця дорога названа на честь Honda Civic. Його відкрили через два дні. Нова ділянка на авеню G знаходиться лише в крайній лівій смузі західного боку дороги. Дорога з'являється в рекламі Honda Civic. Ритм можна впізнати, але інтервали настільки далекі, що мелодія лише трохи нагадує увертюру Вільяма Телля, незалежно від швидкості автомобіля. Цілком ймовірно, що дизайнери систематично помилялися, щоб не включити ширину канавки до відповідної ширини інтервалу плюс канавки. Ця помилка сталася як на авеню K, так і на авеню G.
У жовтні 2014 року в селі Тієрас, штат Нью-Мексико, на двосмуговій ділянці шосе 66 США встановили музичну дорогу, на якій грає «Прекрасна Америка», коли автомобіль проїжджає через неї на 45 миль/год Це шосе позначено NM 333, між 4 і 5 милями, у східному напрямку. Проект, що фінансувався Національним географічним товариством, узгоджувався з Департаментом транспорту Нью-Мексико, який описав проект як спосіб змусити водіїв зменшити швидкість «і принести трохи хвилювання до інакше монотонне шосе». Однак до 2020 року мелодія зникла, і більшість хребтів навіть заасфальтували. Представник Департаменту транспорту Нью-Мексико сказав: «…немає жодних планів відновлювати музичну магістраль. Вартість надзвичайно висока, і з тих пір вони відновили частини дороги та видалили всі знаки. На жаль, це була частина попередньої адміністрації і ніколи не закладався в камінь, щоб не відставати від обслуговування цього співучого шосе».
У жовтні 2019 року Тім Арнольд, випускник інженерного коледжу Університету Оберн, створив і встановив музичну доріжку, яка грає перші сім нот бойової пісні Auburn Tigers «War Eagle». Натхненний попередніми музичними дорогами, короткий відрізок South Donahue Drive в Оберні, штат Алабама, отримав назву «War Eagle Road» і був створений за допомогою революційного процесу з використанням матеріалу для нанесення поверхні, який не пошкоджує дорогу. Працюючи за підтримки Бернського університету та Національного центру асфальтових технологій, Арнольд розробив Дорогу Військового Орла як витвір публічного мистецтва, що вітає шанувальників і суперників, коли вони наближаються до кампусу. Проект був схвалений офісом архітектора університету в рамках Facilities Management і завершений для координації з останніми трьома домашніми іграми футбольного сезону Auburn Tigers. Музичний шлях отримав позитивну реакцію громадськості і, здається, вітається як постійний.
Четверту музичну дорогу в США відкрили в Палмдейлі, штат Каліфорнія, 6 листопада 2023 року. Це конкретне місце було вибрано на честь Р. Лі Ермі, і тут відтворюється 30 секунд «гімну морської піхоти». Він був побудований на честь 248-ї річниці Корпусу морської піхоти США.